# Halmstad
Halmstad (56°40'N i 12°52'E) je glavni grad švedske pokrajine Halland i luka na ušću rijeke Nissan u Laholmskom zaljevu. Kulturno je i rekreacijsko središte s oko 55.000 stanovnika.
Grad je nastao u 13. stoljeću kao utvrda u ratovima s Dancima. U novije doba razvoju grada pridonijela je obrada kamena, velike pivovare, brodogradilišta i metalurgijske industrije. Na rijeci Nissan razvijen je ribolov.
Grad je poznat i po prvim prvomajskim paradama održanim u Švedskoj 1897. godini.

## Glazba
- Jonas Altberg (Basshunter), pjevač, glazbeni producent i DJ